# Prix Alexandre-Ananoff
 (février 2021).
Si vous disposez d'ouvrages ou d'articles de référence ou si vous connaissez des sites web de qualité traitant du thème abordé ici, merci de compléter l'article en donnant les références utiles à sa vérifiabilité et en les liant à la section « Notes et références ».
Le prix Ananoff  est un prix décerné par la Société astronomique de France (SAF). Ce prix vise à récompenser une action ou une réalisation amateur destinée à valoriser la culture spatiale, à destination du grand public, à l'image des initiatives nombreuses d'Alexandre Ananoff, pionnier de l'astronautique en France et précurseur de l’éducation à l’espace.

## Lauréats
- 2015 : Didier Capdevila
- 2019 : Laurence Honnorat[2]
- 2020 : Jonathan McDowell
- 2021 : Philippe Labrot[3]
- 2022 : Laure Harel
- 2023 : Philippe Varnoteaux[4]
- 2024 : Isabelle Desenclos
- 2025 : Gil Denis[5]